# Stanisław Małachowski (zm. 1699)
Stanisław Małachowski herbu Nałęcz (zm. w 1699 roku) – hrabia na Końskich i Białczewie, wojewoda poznański od 1698, wojewoda kaliski od 1692, kasztelan sieradzki od 1690, podczaszy sieradzki, starosta opoczyński od 1686, łukowski od 1693, halicki oraz krzeczowski, porucznik husarii armii koronnej w wyprawie mołdawskiej 1686 roku.
Ambasador Rzeczypospolitej w Imperium Osmańskim w latach 1698–1699, podpisał pokój w Karłowicach.

## Życiorys
Poseł na sejm 1683 z województwa sieradzkiego. W tym samym roku był dowódcą chorągwi husarskiej koronnej biskupa krakowskiego Jana Małachowskiego, ranny pod Parkanami. Poseł sieradzki na sejm 1688. Poseł sejmiku sieradzkiego na sejm nadzwyczajny 1688/1689 roku, poseł na sejm 1690 roku.
Po zerwanym sejmie konwokacyjnym 1696 roku przystąpił 28 września 1696 roku do konfederacji generalnej. Był elektorem Augusta II Mocnego w 1697 roku. W 1698 został wysłany jako poseł na rozmowy pokojowe zakończone pokojem w Karłowicach. Przed rozmowami pokojowymi został mu nadany przez sejm tytuł hrabiego, aby „nie był pomniejszy wśród innych”, a po zakończaniu poselstwa pozwolono mu zatrzymać tytuł. Zmarł w czasie prowadzenia kolejnych rozmów pokojowych z Portą w Stambule przez poselstwo Rafała Leszczyńskiego, w którym Małachowski udziału nie wziął.
Syn Franciszka i Barbary z Grabskich, był dwukrotnie żonaty: z Aleksandrą z Żelęckich od 1687, a następnie z Anną Konstancją z Lubomirskich od 1697, z którą miał syna Jana i córkę Karolinę, jego wnukami byli: Mikołaj Małachowski, Antoni Małachowski, Stanisław Małachowski i Jacek Małachowski.